# J-DN31
J-DN31（ジェイ ディー エヌ サンイチ）は、デンソーが開発した、J-フォン（現ソフトバンク）による第二世代携帯電話端末製品。

## 概要
J-フォン（現ソフトバンクモバイル）から「シンプルフォン」シリーズとして発売された端末。シンプルフォンの特徴として、大きな文字による表示。ボタンの大型化。ガイダンス機能を搭載した。
また、ステーション・ウェブ・ロングメールには対応していない。
日本電気(NEC)製端末に多く搭載されている、日本語入力システムT9を日本の端末で初めて搭載した。デンソー製携帯電話の定番キャラクター「まめぞう」が当機種にも搭載されていた。
色は、ノーブルラベンダーとファイングレーの2色設定された。当時、3社に分かれていたJ-フォングループ内で販売色が分けられ、東海は2色共、東日本はノーブルラベンダーのみ、西日本はファイングレーのみ販売された。
この端末が、デンソー製の最後の一般向け携帯電話端末になり、そのノウハウをG-BOOKやユビキタスモジュールなどに生かす事になった。

## 歴史
- 2001年8月6日 - 電気通信端末機器審査協会 (JATE)通過（認定番号:A01-0647JP）
- 2001年8月7日 - 技術基準適合証明 (TELEC) 通過（証明記号:XAA0061）
- 2001年10月 - 発売開始